# BMW серија 3 (E36)
BMW Е36 је трећа генерација серије 3, немачког произвођача аутомобила BMW који се производио од 1990. до 2000. године.

## Историјат
Производна верзија Е36 лансирана је у октобру 1990. године, а званично представљена новинарима у новембру, док је на тржиште пуштена почетком 1991. године. Развој модела Е36 почео је још 1981. године, а на дизајн спољашности снажно је утицала аеродинамика, конкретно на целокупан облик возила.
Е36 се продавао у следећим верзијама каросерије: лимузина, купе, кабриолет, караван (који се продавао као "Touring") и хечбек (који се продавао као "3 Series Compact"). Е36 је прва серија 3 која је понуђена у хечбек каросерији. То је уједно и прва серија 3 која је била доступна са шестостепеним мануелним мењачем, петостепеним аутоматским мењачем и четвороцилиндричним дизелским мотором. Задње вешање је такође било значајно унапређено у поређењу са претходним генерацијама серије 3. BMW Z3 родстер и купе модели засновани су на Е36 платформи.
Е36 М3 високих перформанси покретао је BMW S50 или BMW S52 шестоцилиндрични редни бензински мотори (зависно од државе). Е36 М3 представљен је 1992. године и био је доступан у каросеријским верзијама купе, лимузина и кабриолет.
Доступна сигурносна опрема укључивала је ваздушни јастук за возача и сувозача, АБС кочнице и контролу стабилности. Електронска контрола климе била је доступна.
Након представљања свог наследника, серије Е46 1998. године, Е36 је почео да се повлачи и на крају је замењен 1999. године.

### Каросерије
- Седан са четворо врата, рађен од 1990. до 1999. године.
- Купе са двоја врата, рађен од 1990. до 1999. године.
- Кабриолет са двоја врата, рађен од 1993. до 1999. године.
- Караван са петора врата ("Touring"), рађен од 1994. до 1999. године.
- Хечбек са троја врата ("BMW 3 Series Compact"), рађен од 1994. до 2000. године.

## Мотори
| Модел    | Цилиндри/ вентили | Запремина | Снага           | Обртни момент         | Убрзање 0–100 km/h | Код мотора | Период изградње | Верзије                         |
| Бензин   | Бензин            | Бензин    | Бензин          | Бензин                | Бензин             | Бензин     | Бензин          | Бензин                          |
| -------- | ----------------- | --------- | --------------- | --------------------- | ------------------ | ---------- | --------------- | ------------------------------- |
| 316i     | 4/8               | 1596 cm³  | 73 kW (98 КС)   | 141 Nm при 4250 min−1 | 12,7 [13,2]        | M40-B16    | 08.1990–08.1993 | седан                           |
| 316i     | 4/8               | 1596 cm³  | 75 kW (101 КС)  | 150 Nm при 3900 min−1 | 12,7 [13,2]        | M43-B16    | 08.1993–05.1999 | седан, караван, купе, хечбек    |
| 316g     | 4/8               | 1596 cm³  | 60 kW (80 КС)   | 127 Nm при 3900 min−1 | 15,6               | M43-B16    | 03.1995–09.2000 | хечбек                          |
| 316i     | 4/8               | 1895 cm³  | 77 kW (103 КС)  | 165 Nm при 2500 min−1 | 12,7 [13,2]        | M43TÜ-B19  | 05.1999–09.2000 | хечбек                          |
| 318i     | 4/8               | 1796 cm³  | 83 kW (111 КС)  | 165 Nm при 4250 min−1 | 11,3               | M40-B18    | 08.1990–08.1993 | седан                           |
| 318i     | 4/8               | 1796 cm³  | 85 kW (114 КС)  | 168 Nm при 3900 min−1 | 11,3 [11,7]        | M43-B18    | 08.1993–05.1999 | седан, караван, кабриолет       |
| 318is/ti | 4/16              | 1796 cm³  | 103 kW (138 КС) | 175 Nm при 4500 min−1 | 10,2               | M42-B18    | 10.1991–01.1996 | седан, купе, хечбек             |
| 318is/ti | 4/16              | 1895 cm³  | 103 kW (138 КС) | 180 Nm при 4300 min−1 | 10,2               | M44-B19    | 01.1996–05.1999 | седан, купе, хечбек             |
| 320i     | 6/24              | 1991 cm³  | 110 kW (150 КС) | 190 Nm при 4700 min−1 | 9,9 [10,2]         | M50-B20    | 08.1990–04.1995 | седан, купе, кабриолет          |
| 320i     | 6/24              | 1991 cm³  | 110 kW (150 КС) | 190 Nm при 4200 min−1 | 9,9 [10,2]         | M52-B20    | 09.1994–05.1999 | седан, караван, купе, кабриолет |
| 323i/ti  | 6/24              | 2494 cm³  | 125 kW (168 КС) | 245 Nm при 3950 min−1 | 8 [8,3]            | M52-B25    | 06.1995–09.2000 | све верзије                     |
| 325i     | 6/24              | 2494 cm³  | 141 kW (189 КС) | 245 Nm при 4700 min−1 | 7,9                | M50-B25    | 08.1990–01.1995 | седан, купе, кабриолет          |
| 328i     | 6/24              | 2793 cm³  | 142 kW (190 КС) | 280 Nm при 3950 min−1 | 7,3 [7,4]          | M52-B28    | 01.1995–05.1999 | седан, караван, купе, кабриолет |
| M3       | 6/24              | 2990 cm³  | 210 kW (280 КС) | 320 Nm при 3600 min−1 | 6,0                | S50-B30    | 10.1992–10.1995 | седан, купе, кабриолет          |
| M3 GT    | 6/24              | 2990 cm³  | 217 kW (291 КС) | 323 Nm при 3900 min−1 | 5,8                | S50-B30    | 12.1994–06.1995 | купе                            |
| M3       | 6/24              | 3201 cm³  | 236 kW (316 КС) | 350 Nm при 3250 min−1 | 5,5                | S50-B32    | 10.1995–04.1999 | седан, купе, кабриолет          |
| Дизел    |                   |           |                 |                       |                    |            |                 |                                 |
| 318tds   | 4/8               | 1665 cm³  | 66 kW (89 КС)   | 190 Nm при 2000 min−1 | 14,2 [14,5]        | M41-D17    | 03.1995–09.2000 | седан, караван, хечбек          |
| 325td    | 6/12              | 2498 cm³  | 85 kW (114 КС)  | 222 Nm при 1900 min−1 | 12                 | M51-D25    | 01.1991–02.1998 | седан                           |
| 325tds   | 6/12              | 2498 cm³  | 105 kW (141 КС) | 260 Nm при 2200 min−1 | 10,4 [10,5]        | M51-D25    | 06.1993–05.1999 | седан, караван                  |

## Галерија
- E36 седан
- E36 купе
- E36 кабриолет
- E36 караван
- E36 хечбек
- Унутрашњост